# Tagliaunghie

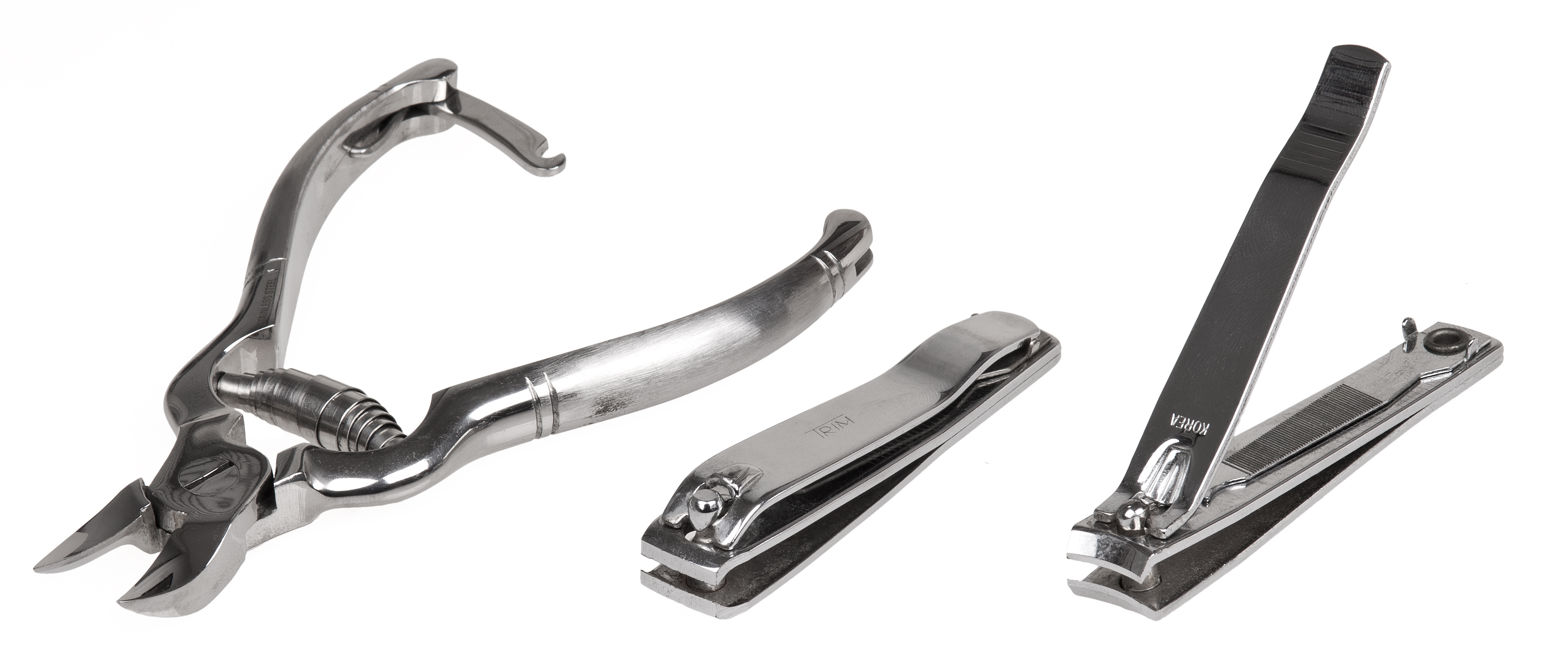
Esempi di tagliaunghie

Il tagliaunghie è uno strumento usato per accorciare le unghie di piedi e mani.

## Descrizione e funzionamento

Funzionamento di un comune tagliaunghie

I tagliaunghie sono generalmente costituiti da più elementi in acciaio.
La testa del tagliaunghie può avere un profilo concavo o convesso ed è costituita da due lame che chiudendosi fino a toccarsi tagliano l'unghia. All'altra estremità si trova l'impugnatura, costituita da una leva che fornisce la forza necessaria alla chiusura delle lame. Tale leva, dal punto di vista fisico è una leva del secondo genere.
La base del tagliaunghie invece è costituita da elementi metallici che spingono la leva verso l'alto, permettendone il ritorno alla posizione iniziale dopo il taglio dell'unghia (cioè al rilascio della leva). Tale meccanismo di ritorno costituisce una leva del terzo genere.
Spesso i tagliaunghie sono provvisti di una piccola lima che permettere di smussare i bordi delle unghie.
Esistono anche specifici tagliaunghie per accorciare le unghie di cani e gatti, che somigliano molto alle forbici.

## Storia
Prima dell'invenzione del moderno tagliaunghie, le persone usavano piccoli coltelli per tagliare le unghie. Le descrizioni del taglio delle unghie in letteratura risalgono all'VIII secolo a.C. Il Libro del Deuteronomio afferma in 21:12 che un uomo, se desidera prendere una prigioniera come moglie, "la potrà condurre a casa sua. Essa si raderà la testa, si taglierà le unghie". Nelle Epistole di Orazio, scritte intorno al 20 a.C., si fa riferimento a "Un uomo ben rasato, si dice, in una cabina da barbiere vuota, con un temperino in mano, che si pulisce silenziosamente le unghie".
Il primo brevetto statunitense per un miglioramento di un tagliaunghie fu depositato nel 1875 da Valentine Fogerty. Altri successivi brevetti per un miglioramento del tagliaunghie sono quelli del 1876 di William C. Edge, e del 1878 di John H. Hollman. Le limature per tagliaunghie includono, nel 1881, quelle di Eugene Heim e Celestin Matz, nel 1885 di George H. Coates (per un tagliaunghie), nel 1886 dell'inventore ungherese David Gestetner e nel 1905 da Chapel S. Carter con successivo brevetto nel 1922. Intorno al 1913, Carter era segretario della HC Cook Company ad Ansonia, Connecticut, che fu costituita nel 1903 come HC Cook Machine Company da Henry C. Cook, Lewis I. Cook e Chapel S. Carter. Intorno al 1928, Carter era presidente dell'azienda quando affermò, intorno al 1896, che fu introdotto il tagliaunghie di marca "Gem".
Nel 1947, William E. Bassett (che fondò la WE Bassett Company nel 1939) sviluppò il tagliaunghie del marchio "Trim", utilizzando il design superiore "a mascella" che esisteva dal XIX secolo, ma aggiungendo due pennini vicino alla base della lima per impedire il movimento laterale, sostituendo il rivetto appuntato con un rivetto dentellato.

## Galleria d'immagini

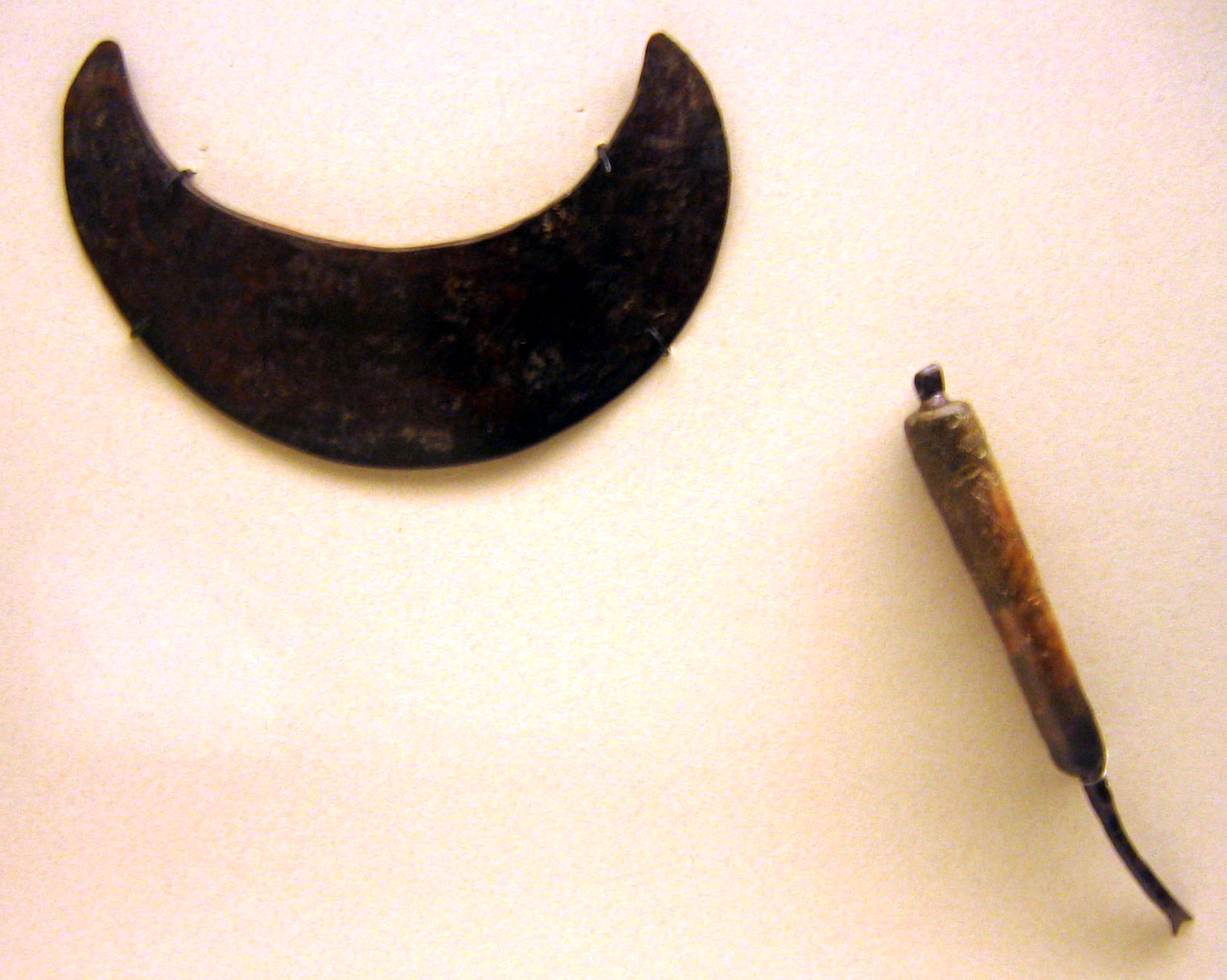
Rasoio (in alto) e tagliaunghie con manico in osso (in basso) trovati in una tomba della cultura di Hallstatt (VI-VIII secolo a.C. circa).
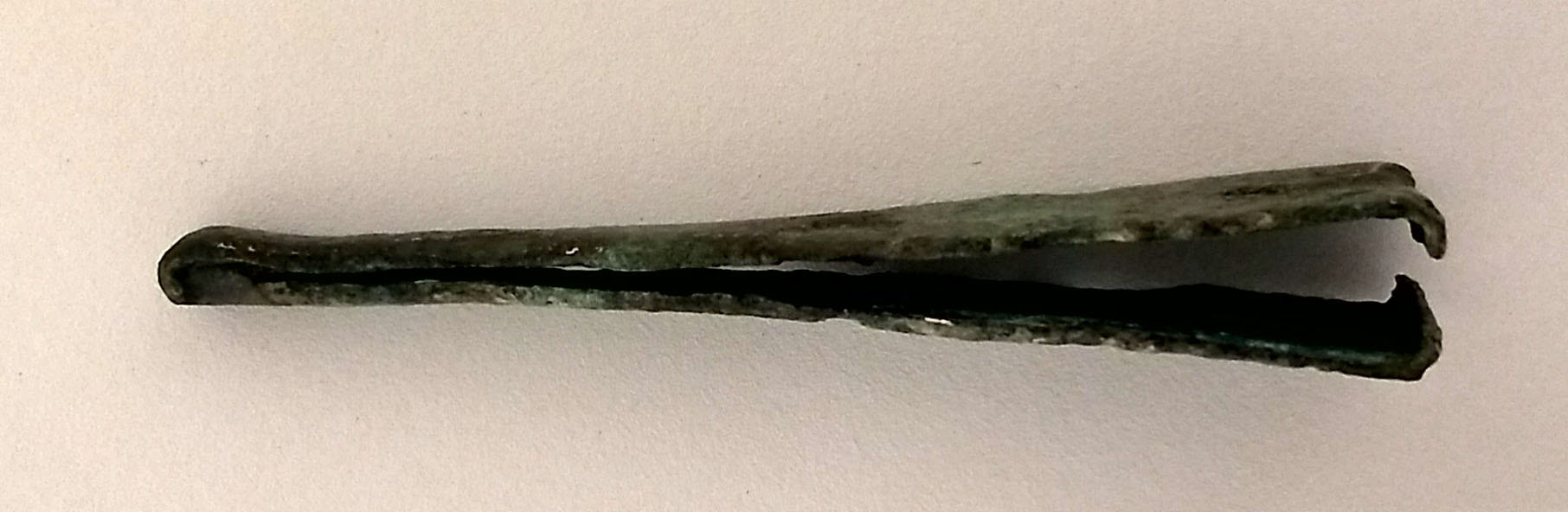
Tagliaunghie romano in bronzo, dal III al IV secolo d.C.
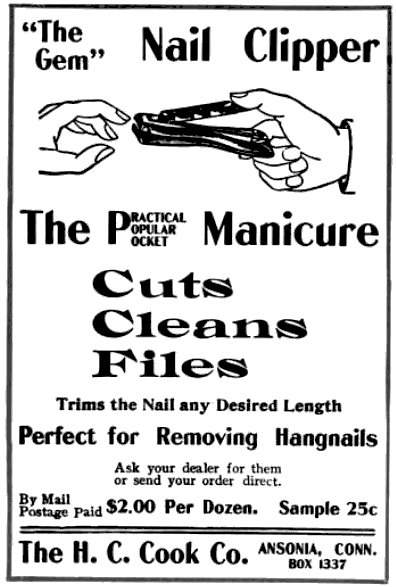
Pubblicità del 1902 da Good Housekeeping per il tagliaunghie di Carter, prodotto dalla HC Cook Company di Ansonia, Connecticut.
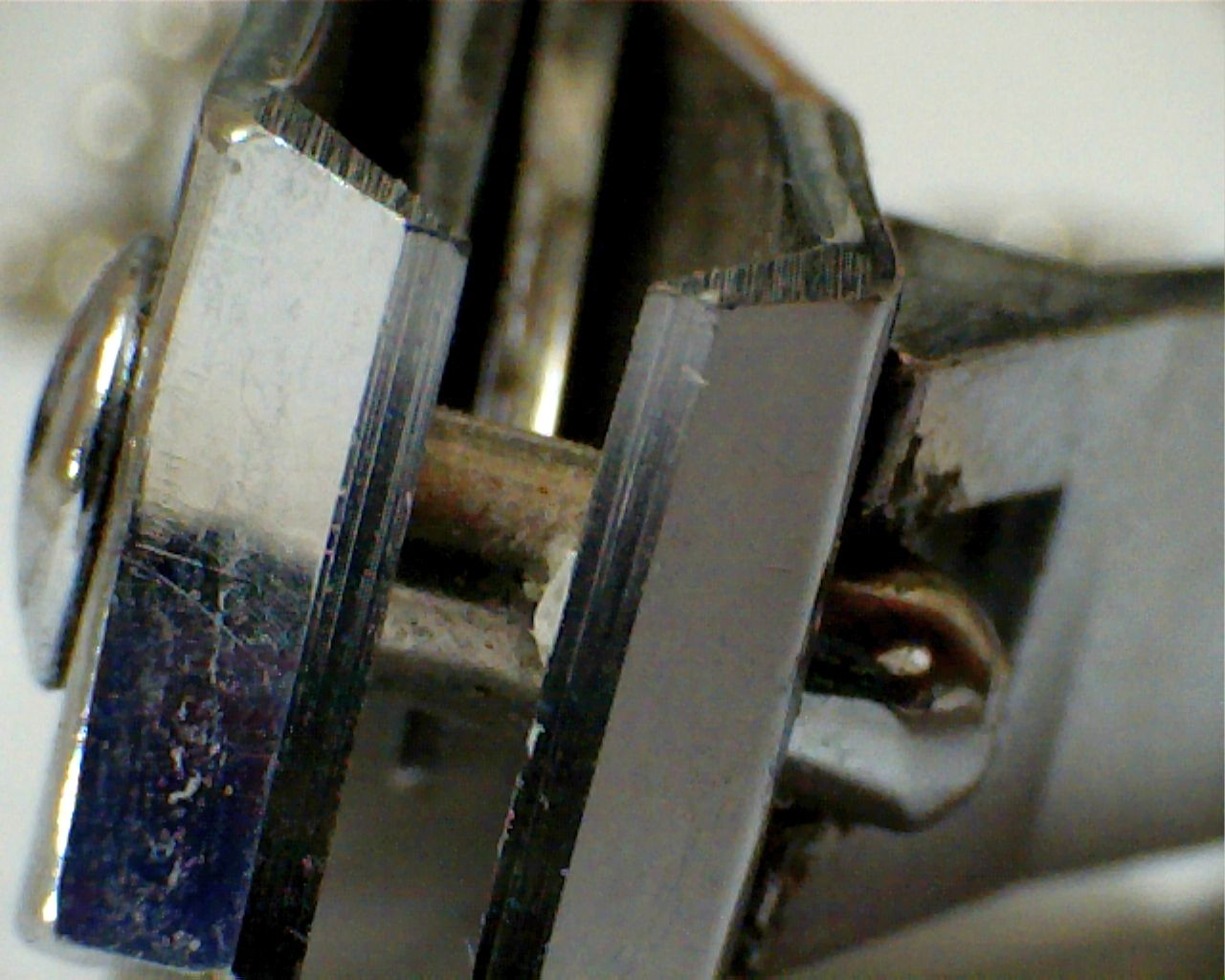
Vista ravvicinate della testa con le lame di un tagliaunghie.
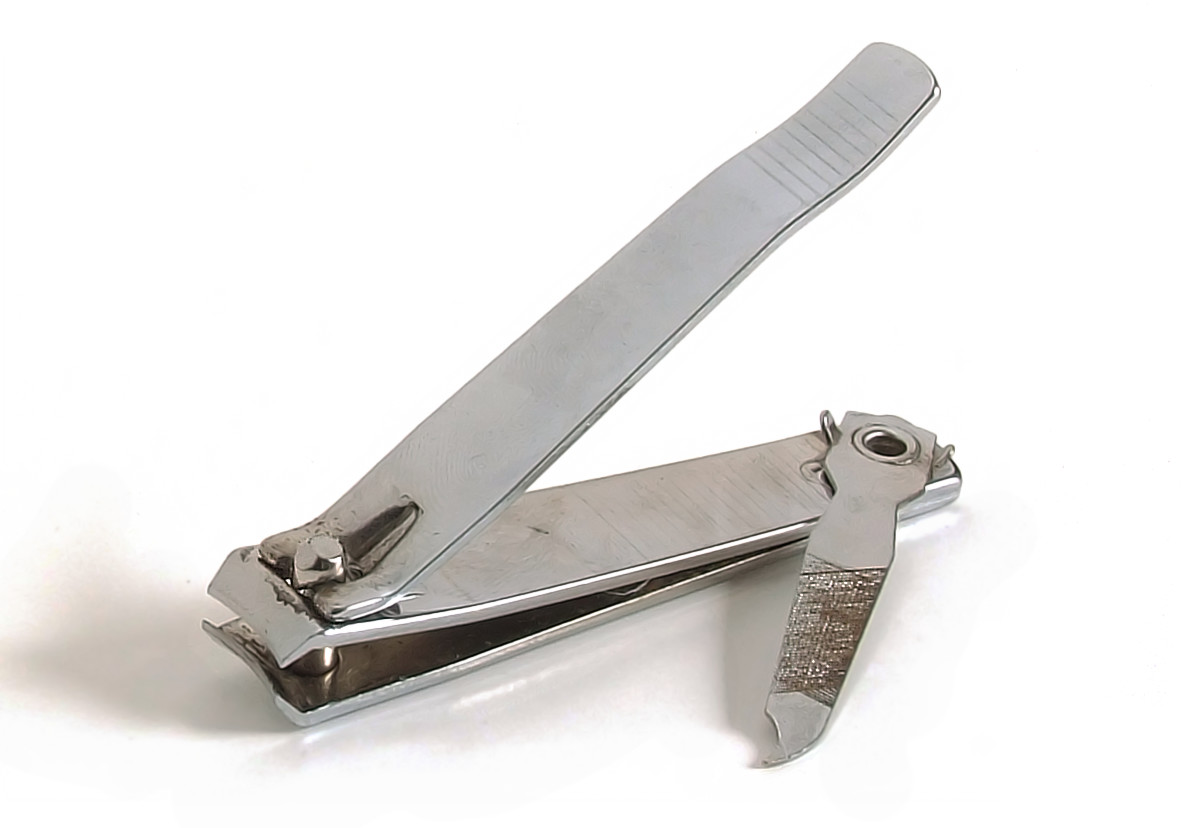
Tagliaunghie con limetta.
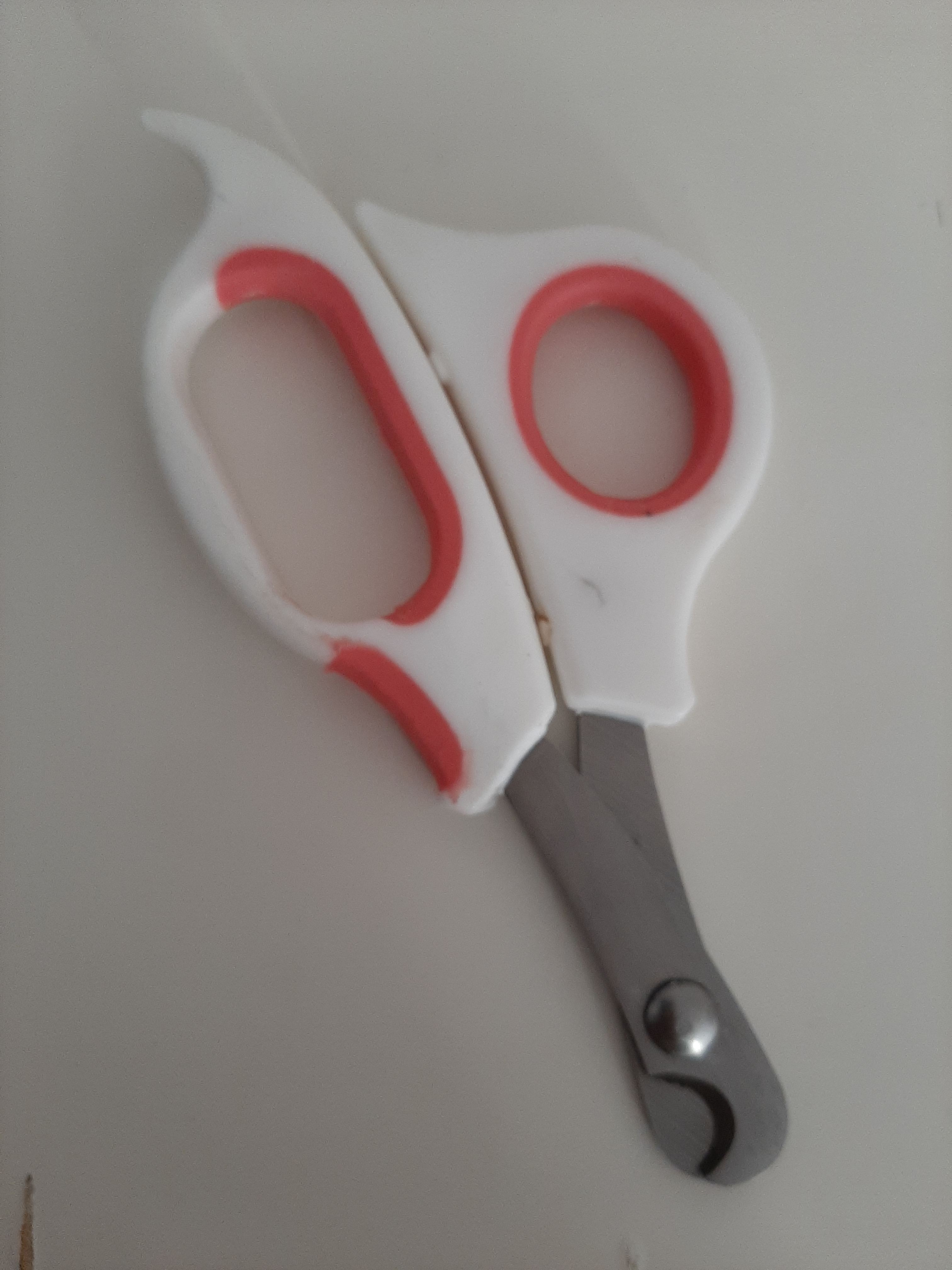
Tagliaunghie per gatti.